# این عاشق شدن است
«این عاشق شدن است» (به انگلیسی: It's the Falling in Love) ترانه‌ای از خواننده و ترانه‌نویس اهل ایالات متحده آمریکا مایکل جکسون، است. این نهمین قطعه از پنجمین آلبوم استودیویی جکسون غیرمعمول (۱۹۷۹) است. ترانه توسط کارول بیر سیجر و دیوید فاستر با تهیه‌کنندهاش کوئینسی جونز نوشته شده‌است.